# It's Only Rock 'n Roll (But I Like It)
It's Only Rock 'n Roll (But I Like It) är en sång av gruppen The Rolling Stones, och ledsingeln från albumet It's Only Rock 'N Roll.
Låten påbörjades i slutet av 1973 till våren 1974.  Mick Jagger och Keith Richards står som låtskrivare, blivande Stonesgitarristen Ronnie Wood hjälpte dock Jagger att göra låten. 
I låtens video, regisserad av Michael Lindsay-Hogg, är bandet klädda som sjömän. Videon var ett av Mick Taylors sista framträdanden i bandet. 
Singeln släpptes den 26 juli 1974, och albumet följde den 18 oktober 1974.

## Coverversioner
- Tina Turner på albumet Tina Live 2009
- Larz-Kristerz på albumet Om du vill 2009. [2]

### Svenskspråkig version
- Bara Rock n' Roll - Kal P. Dal på albumet Till Mossan! 1977. [3]

## Övrigt
- Hardcore Superstars debutalbum från 1997 heter It's Only Rock 'N' Roll.

## Listplaceringar
| Lista (1974)   | Topplacering |
| -------------- | ------------ |
| Irland         | 6            |
| Kanada         | 13           |
| Nederländerna  | 13           |
| Norge          | 8            |
| Storbritannien | 10           |
| USA            | 16           |
| Västtyskland   | 36           |

### Fotnoter
1. ↑  Zentgraf, Nico. ”The Complete Works of the Rolling Stones 1962-2008”. http://www.nzentgraf.de/books/tcw/works1.htm. Läst 19 februari 2008.
2. ↑  ”Svensk mediedatabas”. http://smdb.kb.se/catalog/id/002562567. Läst 9 maj 2011.
3. ↑  ”Svensk mediedatabas”. http://smdb.kb.se/catalog/id/001885796. Läst 9 maj 2011.
4. ↑  ”Listplacering”. http://irishcharts.ie/search/placement?page=1&search_type=title&placement=It%27s+Only+Rock+And+Roll. Läst 25 april 2021.
5. ↑  ”Listplacering”. https://www.bac-lac.gc.ca/eng/discover/films-videos-sound-recordings/rpm/Pages/image.aspx?Image=nlc008388.3848a&URLjpg=http%3a%2f%2fwww.collectionscanada.gc.ca%2fobj%2f028020%2ff4%2fnlc008388.3848a.gif&Ecopy=nlc008388.3848a. Läst 25 april 2021.
6. ↑  ”Listplacering”. http://dutchcharts.nl/showitem.asp?interpret=The+Rolling+Stones&titel=It%27s+Only+Rock+%27n%27+Roll&cat=s. Läst 9 maj 2011.
7. ↑  ”Listplacering”. http://norwegiancharts.com/showitem.asp?interpret=The+Rolling+Stones&titel=It%27s+Only+Rock+%27n%27+Roll&cat=s. Läst 9 maj 2011.
8. ↑  ”Rolling Stones Chart History” (på engelska). The Official UK Charts Company. https://www.officialcharts.com/artist/28195/rolling-stones/. Läst 25 april 2021.
9. ↑  ”Listplacering”. Arkiverad från originalet den 25 maj 2012. https://archive.is/20120525204637/http://www.billboard.com/song/the-rolling-stones/it-s-only-rock-n-roll-but-i-like-it/293949#/song/the-rolling-stones/it-s-only-rock-n-roll-but-i-like-it/293949. Läst 9 maj 2011.
10. ↑  ”Charts Surfer”. http://www.charts-surfer.de/. Läst 25 april 2021.